# 埃米尔·德·吉拉丹

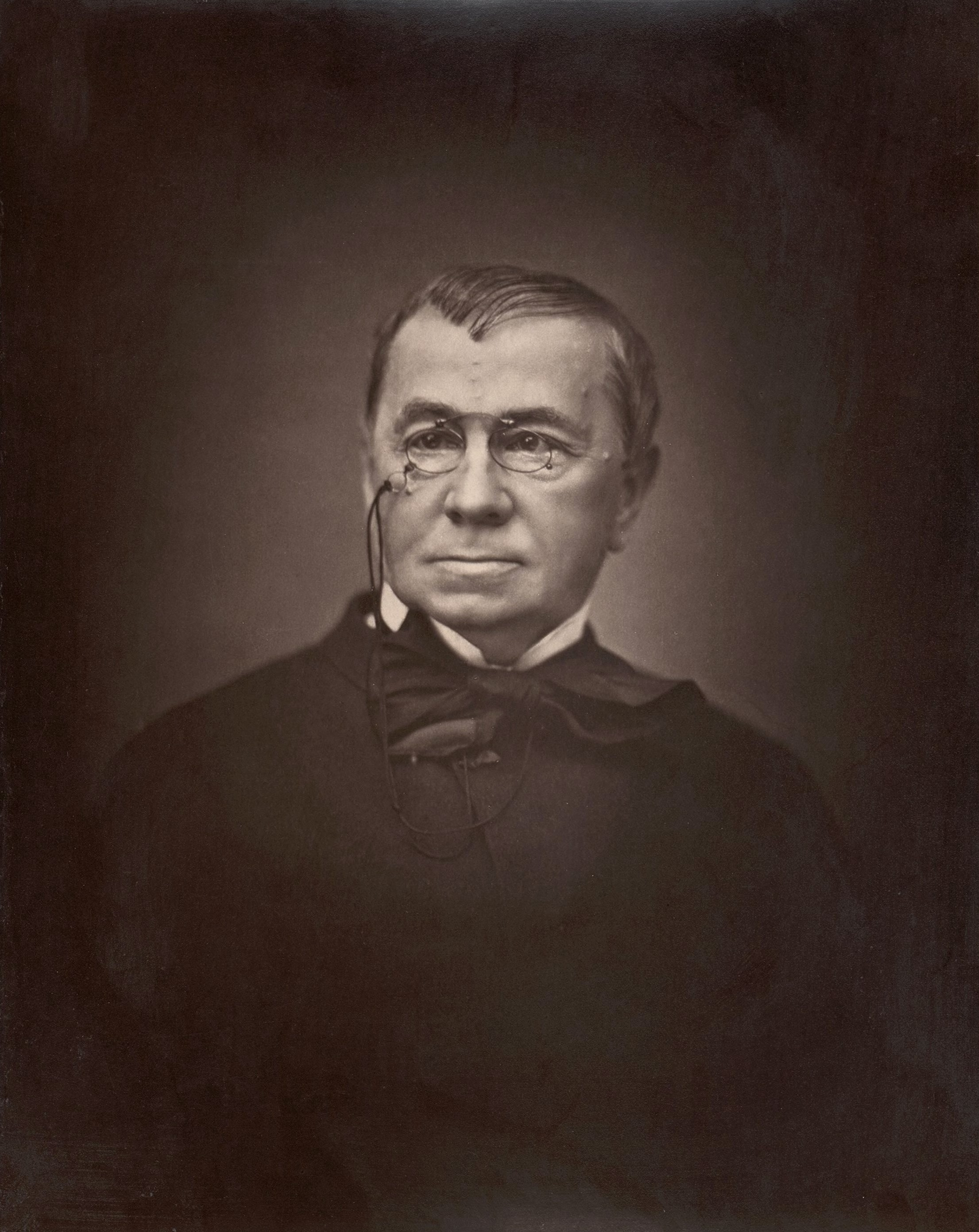
埃米尔·德·吉拉丹

埃米尔·德·吉拉丹（法語：Émile de Girardin；1802年6月22日—1881年4月27日）是法国的一个记者、出版商和政治家。他是他所处时代的最成功、最引人注目的法国记者，自诩为通过大众新闻促进大众教育的倡导者。他创办的杂志的订阅者超过10万人，他创办的廉价日报《新闻》通过降低生产成本和增加广告收入，售价仅为竞争对手的一半。和大多数知名记者一样，吉拉尔丹深入参与政治，并曾在法国议会任职。但令他极为失望的是，他从未担任过高级职务。他是一位出色的论战家，擅长制造争议，他的简短犀利的句子总能立即吸引读者的注意力。

## 捐税社会主义
吉拉丹是“捐税社会主义”的代表人物，著有《社会主义和捐税》一书。捐税社会主义主张，社会主义可以分为两种：一种是“好的”社会主义，即“劳动与资本的和谐”；另一种是“坏的”社会主义，即“劳动对抗资本”。“好的”社会主义能够消除无知，根治贫困，组织信贷，增加财产，改革税制，进而创造出类似人间天堂的社会制度。捐税社会主义认为，预算是实现社会主义的杠杆，而税收则是预算的来源；通过税制改革，推动社会和政治的变革，最终实现社会主义。废除所有捐税，将其转化为保险金，是捐税社会主义的核心内容。